# Opah Clement
Pour les articles homonymes, voir Clement.
Opah Clement, née le 14 février 2001 à Dar es Salam, est une footballeuse internationale tanzanienne, qui évolue au poste d'attaquante.

## Biographie

### En club
En 2022, après quelques matches avec le club turc de Kayserispor, elle dispute la Ligue des champions africaine avec les Simba Queens, où elle atteint les demi-finales et est nommée dans l'équipe-type.
En mars 2023, elle retourne en Turquie et signe avec Beşiktaş.

### En sélection
Opah Clement dispute le championnat du COSAFA avec l'équipe de Tanzanie des moins de 20 ans en 2019. Elle joue ses premiers matches avec la Tanzanie lors du championnat du CECAFA en 2020. Elle remporte le tournoi l'année suivante, puis termine meilleure buteuse du tournoi en 2022 avec 7 réalisations.

## Palmarès
Simba Queens
- Ligue des champions du CECAFA
  - Champion : 2022
- Championnat de Tanzanie
  - Champion : 2022

 Tanzanie
- Championnat du CECAFA
  - Champion : 2021